# Танаїська єпархія
Танаїська єпархія (лат.: Dioecesis Tanaitana) - закрита кафедра Константинопольського патріархату та титульною кафедрою католицької церкви.

## Історія
Танаїс, що відповідає російському місту Азову, був давньогрецькою колонією на Азовському морі. З XIV століття він став венеціанською, а потім і генуезькою колонією з назвою Тана. Тут була зведена єпархія латинського обряду, безпосередньо підпорядкована Святому Престолу, яка дожила до османської окупації міста в 1471 році.
З 1925 року Танаїс входить до числа титульних єпископських престолів Католицької Церкви ; місце було вакантним з 8 вересня 1965 року.

## Хронотаксис єпископів
- Реджинальдо з Сполето, OP † ( 1300 - ?)
- Енріко, OFM † (15 серпня 1345 р. - ? померла)
  - Косма, OFM † (20 березня 1370 р. - ?) (апостольський адміністратор)
- Джоапні † (згадується 1380 р.)
- Конрадо, OP † (згадується 1382 р.)
- Маттео † (? помер)
- Антоніо ді Лепанто, OP † (3 липня 1422 р . - ? помер)
- Нікола ді Троя, OFM † (27 липня 1425 р. - ?)
- Франческо † (? помер)
- Базіліо, OFM † (11 листопада 1439 р . - ? помер)
  - Ербольдо † (травень 1441 - 15 квітня 1450 помер) (антєпископ)
- Маттео ді Понтремолі, OP † (16 вересня 1464 р. - ?)

## Хронотаксис титулярних єпископів
- Хуан Хосе Майтегі-і-Бесойтаітуррія, CMF † (17 липня 1926 — 24 лютого 1933 призначений архієпископом Панами)
- Джозеф Цуй Шоу-сюн † (16 березня 1933 — 11 квітня 1946 призначений єпископом Вейсяня)
- Андрій (Роборецький) † (14 лютого 1948 — 3 листопада 1956 призначений гепархом Саскатуну)
- Рауль Франциско Приматеста † (14 червня 1957 — 12 червня 1961 призначений єпископом Сан-Рафаеля)
- Агустін Адольфо Еррера † (24 липня 1961 — 8 вересня 1965 призначений єпископом Сан-Франциско)

## Зовнішні посилання
- [{{{1}}} Танаїська єпархія] // Catholic-Hierarchy.org. ed. David M. Cheney. 1996-2013. Revised: 16 March 2013.

- (англ.) La diocesi nel sito di www.gcatholic.org